# Percy Sledge in South Africa
Percy Sledge in South Africa è un album discografico Live del cantante soul statunitense Percy Sledge, pubblicato dalla casa discografica Atlantic Records nel 1970.

## Tracce

### LP
Lato A
1. My Special Prayer – 2:58 (Joe Simon)
2. Cover Me – 2:47 (Marlin Greene, Eddie Hinton)
3. Heart of a Child – 2:45 (Marlin Greene, Bruce Gist)
4. Take Time to Know Her – 2:55 (Steve Davis)
5. Warm and Tender Love – 3:14 (Bobby Robinson)

Lato B
1. I Gotta Get a Message to You – 3:00 (Robin Gibb, Barry Gibb, Maurice Gibb)
2. Silent Night – 3:40 (Tradizionale, arrangiamento di Quinvy)
3. Come Softly to Me – 2:55 (Gary Troxel, Gretchen Christopher, Barbara Ellis)
4. What Am I Living For – 2:28 (Fred Jay, Art Harris)
5. When a Man Loves a Woman – 2:55 (Calvin Lewis, Andrew Wright)

## Musicisti
- Percy Sledge - voce
- Altri musicisti non accreditati

Note aggiuntive
- Paul Rose - design copertina album originale
- Terry Shean - foto copertina album originale
- Richard Sassoon - note retrocopertina album originale[1]